# Таракулов Валерій Еркінович
Вале́рій Еркі́нович Таракулов — підполковник Збройних сил України.
Випускник Горьковського вищого військового училища тилу. Учасник війни в Афганістані 1979–1989 років. Заступник командира частини з тилу 80-го окремого аеромобільного полку. Проходив службу у складі 81-ї тактичної групи в Іраку, згодом — у 56-му окремому вертолітному загоні, Ліберія.

## Нагороди
19 липня 2014 року — за особисту мужність і героїзм, виявлені у захисті державного суверенітету та територіальної цілісності України, вірність військовій присязі під час російсько-української війни, відзначений — нагороджений орденом Богдана Хмельницького III ступеня.
Пише історії з армійського життя: «Полігонна „мінералка“» та «Оце „здивував!“»